# Булинга, Питер
Питер Уилсон Булинга (англ. Peter Wilson Bulinga; род. 29 декабря 1962, Кения) — кенийский боксёр, представитель первой полусредней весовой категории. Выступал за национальную сборную Кении по боксу в конце 1980-х — середине 1990-х годов, бронзовый призёр Всеафриканских игр в Хараре, участник летних Олимпийских игр в Атланте.

## Биография
Питер Булинга родился 29 декабря 1962 года в Кении.
Впервые заявил о себе в боксе на взрослом международном уровне в сезоне 1989 года, когда вошёл в состав кенийской национальной сборной и принял участие в матчевой встрече со сборной Канады в Найроби — здесь в рамках первой полусредней весовой категории единогласным решением судей уступил канадскому боксёру Марку Ледюку.
В 1994 году в лёгком весе боксировал на Играх Содружества в Виктории, но остановился уже в 1/16 финала, проиграв представителю Замбии Дэвису Мвале.
В 1995 году побывал на Всеафриканских играх в Хараре, откуда привёз награду бронзового достоинства, выигранную в первом полусреднем весе.
Благодаря череде удачных выступлений удостоился права защищать честь страны на летних Олимпийских играх 1996 года в Атланте. Уже в стартовом поединке категории до 63,5 кг со счётом 3:17 потерпел поражение от алжирца Мохамеда Аллалу и сразу же выбыл из борьбы за медали.
После атлантской Олимпиады Булинга больше не показывал сколько-нибудь значимых результатов в боксе на международной арене. В настоящее время он работает тренером в боксёрском клубе кенийской полиции.